# ABC (медицина)
 Тази статия е за операциите по реанимация.  За друго значение вижте ABC (пояснение).  За други значения вижте ABC (медицина) (пояснение).
ABC е последователност от действия в грижата за пациент, която обикновено се извършва от двама медицински специалисти. Обичайната форма на ABC е Airway (дихателни пътища), Breathing (дишане) и Circulation (кръвообращение). Методът ABC е изобретен за първи път като инструмент за зaпомняне на схемата за реанимационно лечение (CAB) и сега се използва за лечение на хора в безсъзнание или без реакция. Методът ABC може да варира в зависимост от това къде се извършва, например буквата C може да се използва като Compression (компресии) вместо думата Circulation (кръвообращение). Към ABC могат да се добавят и други букви, като буквата D, която може да се използва като Defibrillator (устройство, предназначено да възстанови редовността на сърдечния ритъм чрез токов удар) или Disability (увреждане).
През 2010 г. Американската сърдечна асоциация издаде нови насоки, че при реанимация в случаи на сърдечен арест първо трябва да се извършват сърдечни масажи и едва след това да се отварят дихателните пътища и да се извърши дишане – т.е. да се следва схемата за лечение на CAB.